# Antocha dentifera
Antocha dentifera är en tvåvingeart som beskrevs av Alexander 1924. Antocha dentifera ingår i släktet Antocha och familjen småharkrankar. Inga underarter finns listade i Catalogue of Life.